# Alció reial
L'alció reial (Actenoides regalis) és una espècie d'ocell de la família dels alcedínids (Alcedinidae) que habita la selva humida de les muntanyes del sud-est de Sulawesi. S'ha considerat coespecífic de l'alció príncep (Actenoides princeps).